# Hằng tần
Hằng tần Thái Giai thị (chữ Hán: 恆嬪蔡佳氏, 24 tháng 2 năm ? - 27 tháng 6 năm 1876), là một phi tần của Thanh Tuyên Tông Đạo Quang Đế.

## Tiểu sử
Hằng tần Thái Giai thị, không rõ năm sinh, không rõ kỳ tịch hay gia thế. Nhiều nguồn tư liệu cho thấy ngày sinh của bà là vào 24 tháng 2.
Năm Đạo Quang thứ 14 (1834), tháng 3, Thái Giai thị nhập cung, cùng một đợt với Giai Quý nhân Quách Giai thị, được sơ phong làm Nghi Thường tại (宜常在). Tuy nhiên, bà nhập cung qua Bát Kỳ tuyển tú, vậy nên thân phận của Thái Giai Thị không phải là Bao y. Cùng năm 1834, lại thăng làm Nghi Quý nhân (宜常在).
Năm Đạo Quang thứ 16 (1836), có ghi chép: "Tổng quan Lương Bảo thỉnh Hoàng hậu, Tĩnh Quý phi, Giai tần, Thường Quý nhân, Thành Quý nhân, Tường Quý nhân, Lâm Quý nhân và Nghi Thường tại đẳng nhân tòng thầm tịnh trai, mã đầu tọa thuyền yêu xuân, hòa trấn chí tú thanh thôn", cho thấy lúc này Quý nhân Thái Giai thị đã bị hàng vị xuống Thường tại, không rõ nguyên do. Tiếp tục vào năm Đạo Quang thứ 18 (1838), ngày 13 tháng 8, lại giáng xuống làm Thái Đáp ứng (蔡答應), tước bỏ phong hiệu Nghi.
Năm Đạo Quang thứ 30, (1850), ngày 9 tháng 3, Hoàng thái tử Dịch Trữ lên ngôi, sử gọi Hàm Phong Đế. Lúc này có ghi chép "Tháng 9, Kính Sự phòng giao xuất thọ tam sở Thái Thường tại bệnh đờm xuất cung nữ tì nhất danh", cho thấy lúc này Thái Giai thị đã phục làm Thường tại. Năm Hàm Phong thứ 10 (1860), ngày 29 tháng 12, Hoàng đế hiếu kính với phi tần của Tiên đế nên cao hứng tặng thưởng, trong đó những người được liệt kê nhận thưởng trong đó bao gồm Lâm Quý Thái phi, Hoàng khảo Đồng tần, Hoàng khảo Thành tần, Hoàng khảo Thường tần và Thái Thường tại. Hàm Phong Đế chạy loạn khỏi quân Anh và quân Pháp, Thái Thường tại cùng 4 vị trên được đi theo cùng trú nạn.
Tháng 7 năm Hàm Phong thứ 11 (1861), Hàm Phong Đế băng hà, Hoàng thái tử Tải Thuần kế vị, đăng cơ làm Đồng Trị Đế. Năm Đồng Trị thứ 11 (1872), tháng 10, Đồng Trị Đế ra chỉ dụ thăng phong Thái Thường tại làm Hoàng tổ Quý nhân (皇祖貴人). Năm Đồng Trị thứ 13 (1874), tháng 11, tôn Hoàng tổ Quý nhân Thái Giai thị làm Hoàng tổ Hằng tần (皇祖恆嬪).
Năm Quang Tự thứ 2 (1876), ngày 6 tháng 5 (âm lịch), tức ngày 27 tháng 6 (dương lịch), Hằng tần Thái Giai thị hoăng thệ, kim quan tạm đặt ở Tĩnh An Trang. Năm Quang Tự thứ 3 (1877), Nội vụ phủ dâng tấu xin Hoàng đế khâm định huyệt mộ cho Hằng tần. Tùy hậu phụng chỉ Hoàng đế mà rằng " Đồng Quý phi trước tại Lý Quý nhân chi hữu, Hằng tần trước tại Mục Đáp ứng chi hữu" vào Đông lăng, thờ tại Tây Phối điện.